# 普賢寺村
普賢寺村（ふげんじむら）は、京都府綴喜郡にあった村。現在の京田辺市の南西端にあたる。

## 歴史
- 1889年（明治22年）4月1日 - 町村制の施行により、水取村・多々羅村・上村・天王村・高船村・打田村の区域をもって発足。
- 1951年（昭和26年）4月1日 - 田辺町に編入。同日普賢寺村廃止。大字上が改称して普賢寺となる。

## 交通

### 道路
- 国道も指定府道（現・主要地方道）もなかった。

現在は旧村域を京奈和自動車道が通過するが、当時は未開通。